# Garsz an-Nima
Garsz an-Nima (jelentése: „az áldás/kedvesség palántája”, arab betűkkel غرس النعمة, tudományos átiratban Ġars an-Niʿma), eredeti nevén Abu l-Haszan Muhammad ibn Hilál asz-Szábi (arab betűkkel أبو الحسن محمد بن هلال الصابئ – Abū l-Ḥasan Muḥammad ibn Hilāl aṣ-Ṣābiʾ; ? – 1088. január/február) szír származású középkori arab hivatalnok és történetíró, Hilál asz-Szábi fia volt.

## Élete
A harráni pogány (szábeus) származású híres történetíró, Hilál asz-Szábi fia volt. Őseihez hasonlóan ő is hivatali pályára lépett, titkárként szolgálta al-Káim kalifát (ur. 1031–1075). Atyja nagy vagyont hagyott rá 1056-os halálakor, ezért ekkor visszavonult a munkától, és életét a tudományos tevékenységnek és a jótékonyságnak szentelte. (Bagdad egyik könyvtárának például ezer kötetet adományozott.) Egy fiáról tudunk, akit Abu Naszr Iszháknak hívtak.

## Munkássága
Garsz an-Nima legfontosabb munkája a dédapja, Ibráhím által elkezdett és az apja, Hilál asz-Szábi által folytatott történeti munka folytatása (Dzajl Táríh Hilál asz-Szábi), amit „A dátumok forrásai” (Ujún at-taváríh) címen is ismernek. Ebben majdnem haláláig írta meg kora történelmét. A mű jóformán teljesen elveszett, ám számos későbbi szerző – al-Hatíb al-Bagdádi, Ibn al-Dzsauzi és különösen Szibt Ibn al-Dzsauzi – belőle írta meg terjedelmes részeket idézett és dolgozott fel belőle. Ennek alapján a 11. századi történelem második felének kiemelkedő fontosságú forrása volt. Két anekdotagyűjteményét is ismerjük: „Az értelmesek és az említésre méltóak különleges tévedéseinek könyve” (Kitáb al-hafavát an-nádira min al-muakkilín va l-malhúzín) 400 mulatságos történetet tartalmaz, és hasonló jellegű lehetett a töredékesen fennmaradt „A tavasz könyve” (Kitáb ar-rabí) is.